# Удобрения

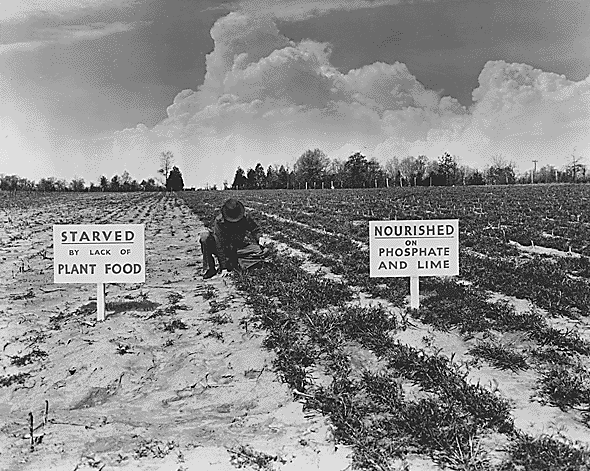
Результат применения фосфатных удобрений в Долине Теннеси (слева — участок без применения удобрений). Фотография 1942 года

Удобре́ния — вещества для питания растений и повышения плодородия почв. Их эффект обусловлен тем, что они предоставляют растениям один или несколько дефицитных химических компонентов, необходимых для их нормального роста и развития.

## Классификация удобрений
Удобрения можно классифицировать по следующим признакам:
- по происхождению (минеральные и органические);
- по агрегатному состоянию (жидкие, полужидкие, твёрдые);
- по способу действия (прямого и косвенного);
- по способу их внесения в почву: основное, предпосевное, подкормочное, внутрипочвенное, поверхностное;
- по способу кормления растений: корневые подкормки, внекорневые подкормки (по листу).

### Минеральные удобрения
Минеральные удобрения вносятся для пополнения запаса питательных веществ в почве, таких как фосфор (P), калий (К), азот (N). Если эти удобрения вносятся отдельно, их называют простыми (аммиачная селитра (N), суперфосфат (P), хлористый калий (K)).
При внесении могут использоваться смеси удобрений, но это значительно усложняет подготовку к внесению и ухудшает качество их распределения по полю. Поэтому широкое распространение получили сложные удобрения (нитрофоски (фосфор, азот и калий) и аммофос (фосфор и азот)).

#### Азотные удобрения
Выпускаются в трёх видах: аммонийные (сульфат аммония), нитратные (аммиачная селитра), амидные (мочевина). Формы азота определяют сроки и технику внесения удобрения. Аммиачный азот значительно легче поглощается корнями при слабой кислотности почвы, на некоторое время закрепляется в ней. Его можно вносить как весной, так и поздней осенью. Нитратный азот почвой не закрепляется, находится в ней в виде раствора. Поэтому такое удобрение можно вносить только в период с ранней весны до середины лета. Это удобрение легко поглощается растениями и хорошо подходит для летних подкормок. К амидным удобрениям относится мочевина. Азот этого удобрения быстро (особенно при повышенных температурах) переходит в аммиачную форму. Это удобрение быстродействующее. Используется для подкормок, слабо подкисляет почву.

#### Фосфорные удобрения
По степени растворимости: водорастворимые (суперфосфат простой и двойной); полурастворимые — не растворяются в воде, но растворяются в слабых кислотах (преципитат); труднорастворимые в воде, но растворимые в слабых кислотах (фосфоритная мука). Водорастворимые применяют на любых почвах. При этом тщательно перемешивать с водой их не обязательно. Полурастворимые и труднорастворимые вносят преимущественно на кислых почвах. Они становятся доступными растениям лишь после воздействия на них кислотности почвы. Вносят их заблаговременно, стараясь перемешать с почвой.

#### Калийные удобрения
В качестве минеральных удобрений применяются концентрированные хлористые (хлористый калий) и сернокислые (калийная соль) соли. Все они хорошо растворимы в воде. Калий довольно медленно проникает в глубь почвы, но всё же быстрей чем фосфор. На глинистых и суглинистых почвах калийные удобрения надо вносить в те слои почвы, где развивается основная масса мелких корней, чтобы обеспечить быстрое поступление в них калия. На песчаных почвах калия меньше, чем на глинистых, поэтому потребность в калийных удобрениях здесь выше. На лёгких и торфяных почвах внесение калийных удобрений с осени нежелательно из-за вымывания калия.

#### Известковые удобрения
Различные известковые материалы, используемые в сельском хозяйстве для известкования почвы. Устраняют вредную для
растений кислотность почвы и обогащают её кальцием. Вносятся в почву осенью под основную глубокую обработку. Два способа внесения: перемешивание с почвой и заправка посадочных ям.
В качестве известковых удобрений используются: гашеная известь, молотый известняк, известковые туфы, мергели, доломитовая мука, мел, торфяная зола, отходы при переработке свеклы на сахар, отходы химической промышленности, содержащие известь без вредных для растений соединений, старая штукатурка, измельчённая до толщины в 2-3 мм.
Перед внесением в почву твёрдые известковые ископаемые измельчают. Негашеную известь перед известкованием почвы, для превращения комков в порошок, гасят водой из расчета 3-4 ведра на 100 кг извести. Для пополнения запасов магния в легких песчаных почвах используется доломит и известняк с доломитом.

#### Хлорсодержащие удобрения
Сера, входящая в состав сернокислых удобрений, — элемент, необходимый растению. Хлор же не нужен. Хлористые удобрения лучше вносить с осени в повышенных дозах. Осенними дождями и весенними водами входящий в их состав хлор вымывается в глубокие слои почвы и не вредит растениям. В небольших дозах эти удобрения можно вносить и весной.

#### Микроудобрения
При использовании микроудобрений большое значение имеет точное установление доз, так как не только недостаток, но и их избыток вреден для растений. Правильное применение микроудобрений предохраняет растения от некоторых заболеваний (пробковая пятнистость яблок, розеточная болезнь и др.), влияет на их рост и развитие, на завязывание плодов (усиливает процессы оплодотворения, плодообразования), урожайность и качество плодов.
В качестве микроудобрений используют чистые химические соли, которые можно приобрести в магазинах, рынках. Кроме того, промышленность выпускает простые и комплексные удобрения, включающие ряд отдельных микроэлементов: суперфосфат с бором, марганцем; аммофос с цинком и др.
В практике плодоводства давно установлена возможность введения в плодовые растения ряда элементов минерального питания непосредственно через листья. Такое некорневое питание действует быстрее, чем соответственное удобрение, внесённое в почву, хотя и менее продолжительно. Лучшим способом снабжения плодовых деревьев микроэлементами является опрыскивание их растворами соответствующих солей. Такое опрыскивание лучше всего проводить вечером, в пасмурную погоду, чтобы раствор не высох до того, как впитается листьями (см.пункт «Некорневые подкормки»).

## Простые удобрения
- азотные
- фосфорные
- калийные
- известковые

## Сложные (комплексные)

### Органические удобрения
Наиболее распространённые виды органических удобрений — биогумус, перегной, торф, вытяжка (концентрат) из морских водорослей, навоз, гуано, птичий помёт, компост, сапропель, комплексные органические удобрения. Следует отметить, что такие органические удобрения, как компосты и навозы, могут производиться и использоваться локально, не затрагивая производственные процессы других хозяйствующих рыночных субъектов, что делает статистический учёт их реального применения весьма неточным.

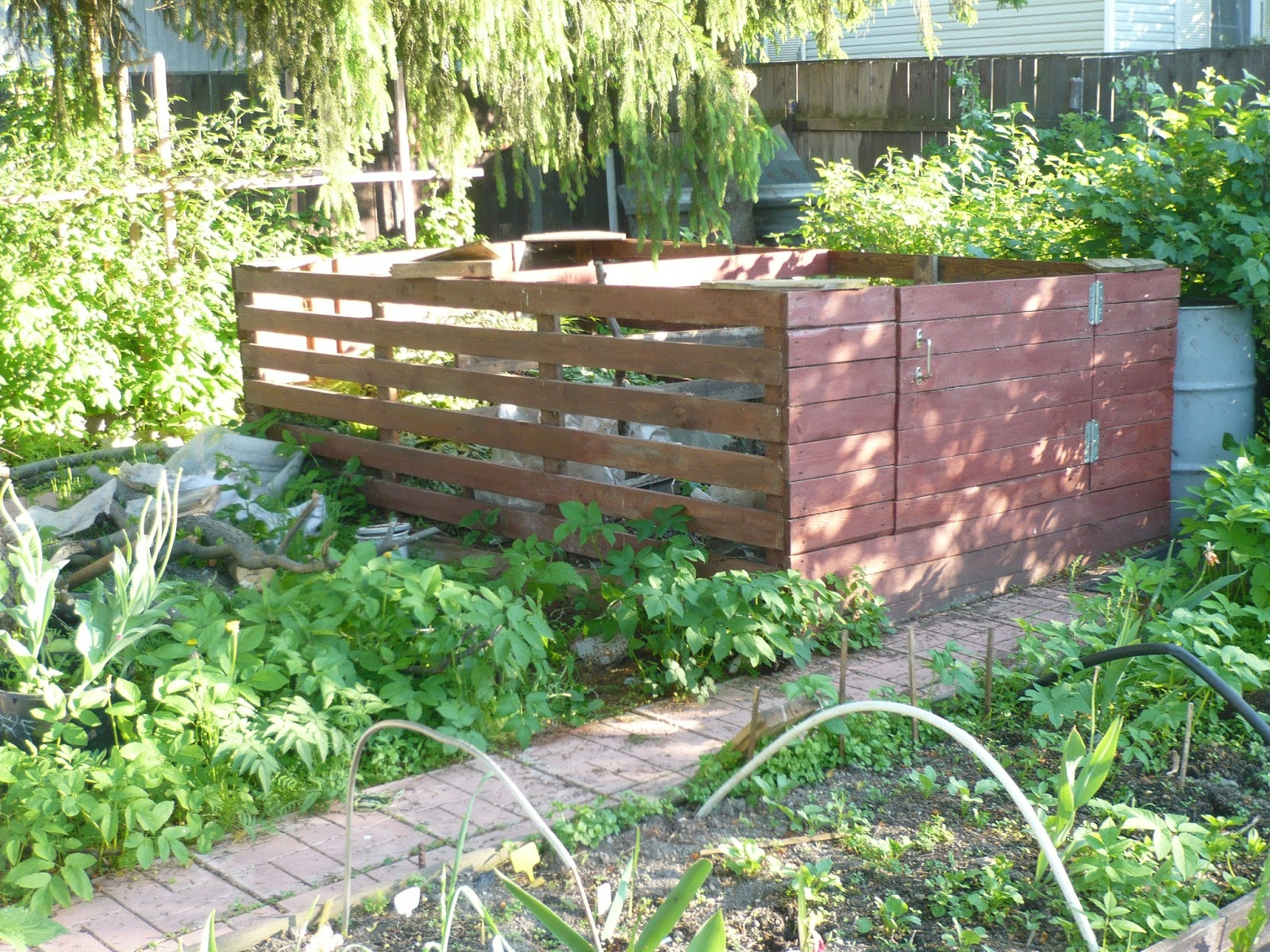
Компостный ящик для малого по масштабам производства органических удобрений

"Органические удобрения" вынесены в эту категорию по своему происхождению (биологическому): как удобрения, полученные из живых или бывших живыми материалов. Кроме того, органические удобрения могут быть охарактеризованы как товар, соответствующий запросам и требованиям, предъявляемым к «органическому земледелию» и «экопозитивному» садоводству (дачничеству) — связанным между собой подходам к производству пищи и растений, которые либо существенно ограничивают, либо строго запрещают использование синтетических удобрений и пестицидов. «Органические удобрения» как коммерческий продукт обычно содержат и органические материалы, и приемлемые добавления к ним, такие как порошкообразные природные минералы, безопасные для приема внутрь, морские раковины (крабы, лангусты, омары), другие подготовленные продукты, такие как кормовая мука или водоросли (ламинария), выращенные микроорганизмы и продукты их жизнедеятельности. По классификации такие коммерческие продукты следует отнести к комплексным органо-минерально-бактериальным удобрениям.

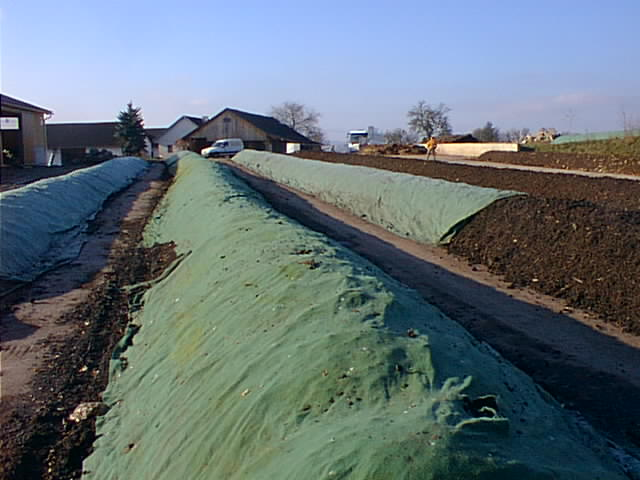
Крупномасштабное производство компоста

Удобрения органического происхождения (в первоначальном агротехническом значении термина — отходы животных, отходы растениеводства, компост и очищенные осадки сточных вод (твердые вещества биологического происхождения). Помимо навоза, материалы животного происхождения могут включать переработанные отходы скотобоен — мука из переработанной крови, костная мука, мука из оперений птицы, кожсырье, копыта, рога и другие части. Некоторые органические части, например очищенные осадки сточных вод, могут вполне подходить по химико-бактериологическим параметрам, но отвергаться отраслью из-за негативного отношения общественности. С другой стороны, правильное маркетинговое продвижение может способствовать тому, что в качестве одного из компонентов инновационного «органического удобрения» использование таких же точно материалов наоборот приветствуется широкой общественностью как соответствующее принципам экопозитивности. Вне зависимости от формулировок или состава, большинство таких продуктов содержит меньшую концентрацию питательных веществ, чем другие разновидности удобрений. Они могут предложить возможности по регенерации либо генерации плодородного слоя, равно как ориентироваться на тех, кто желает попробовать «природное», «экологичное» огородничество и садоводство.
В качестве пакетированного обогатителя плодородного слоя почвы чаще всего используется торф. Эта неклассическая формация угля, которая улучшает почву благодаря аэрации и абсорбированию воды, не представляет собственной питательной ценности для растений. Поэтому такой товар нельзя считать удобрением в определении сущности удобрения, примененном в начале этой статьи. Кокос (измельченная скорлупа кокосового ореха), кора, измельченная стружка и опилки с лесопилок при добавлении в почву действуют сходным (но не идентичным) образом как торф и таким же образом являются «улучшателями» (или «текстураторами») почвы — по причине своей ограниченной питательной ценности. Некоторые органические добавки могут иметь обратное действие на питательность почвы — свежие отходы лесопилок могут поглощать питательные вещества, содержащиеся в почве до того, пока сами не перегниют, и могут понижать кислотность почвы. Вместе с тем, органические текстураторы (такие как компост) могут повышать доступность питательных веществ почвы, улучшая катионный обмен, или вызывая рост микроорганизмов, которые в свою очередь увеличивают доступность ряда питательных веществ для растений.

### Другие
Кроме того, выделяют такие категории, как:
- органо-минеральные удобрения
- микроудобрения
- бактериальные удобрения
- удобрения длительного действия.
- почвообразующие (гумусообразующие)

Удобрения, получаемые непосредственно в хозяйствах, называются местными (навоз, компост, торф, зола), на химических предприятиях — промышленными.
В последнее время зависимость растений от концентрации углекислого газа также становится объектом исследований. Углекислый газ применяется, в частности, для повышения продуктивности растений в теплицах.

## Действие удобрений
Удобрения повышают плодородие почвы.
Для экономии удобрений применяют различные технологии точного земледелия, например, дифференцированное внесение.

## Потребность в удобрениях АПК России
Согласно данным Росстата, в России сельскохозяйственными предприятиями минеральных удобрений было внесено в пересчете на 100 % питательных веществ в 1990 году 9,9 млн т, а в 2010 году — 1,9 млн т; таким образом, объём применения минеральных удобрений за 20 лет сократился в 5 раз. В последнее время применение минеральных удобрений начало расти и в 2019 году по сравнению с 2016 годом увеличился на 17,6 %

Российские аграрии в 2022 году закупили рекордный с 1993 года объем минудобрений - 5 млн тонн (в действующем веществе). Это позволило поднять уровень внесения минудобрений до 60 кг на 1 га посевной площади в среднем по стране (в 2021 году – 55 кг на 1 га). Обоснованная потребность внесения удобрений составляет порядка 80 кг на 1 га